# Ypsilon Mountain
Pour les articles homonymes, voir Upsilon (homonymie).
Ypsilon Mountain est un sommet montagneux américain dans le comté de Larimer, dans le Colorado. Il culmine à 4 119 mètres d'altitude dans le chaînon Mummy, protégé au sein du parc national de Rocky Mountain.